# Pećišta
Pećišta är en ort i Bosnien och Hercegovina.   Den ligger i entiteten Republika Srpska, i den östra delen av landet, 80 km öster om huvudstaden Sarajevo. Pećišta ligger 254 meter över havet och antalet invånare är 586.
Terrängen runt Pećišta är huvudsakligen kuperad. Pećišta ligger nere i en dal. Närmaste större samhälle är Bratunac, 4,5 km nordost om Pećišta. 
I omgivningarna runt Pećišta växer i huvudsak lövfällande lövskog. Runt Pećišta är det ganska tätbefolkat, med 67 invånare per kvadratkilometer.